# Obala
Obala é uma cidade dos Camarões localizada na província de Centro.